# تلمبه زاغی ارزنی
تلمبه زاغی ارزنی، روستایی از توابع بخش حور شهرستان فاریاب در استان کرمان ایران است.

## جمعیت
این روستا در دهستان حور قرار دارد و براساس سرشماری عمومی نفوس و مسکن در سال ۱۳۹۵، جمعیت آن برابر با ۱۱۸ نفر (۳۳ خانوار) بوده‌است.